# Anne de Joyeuse

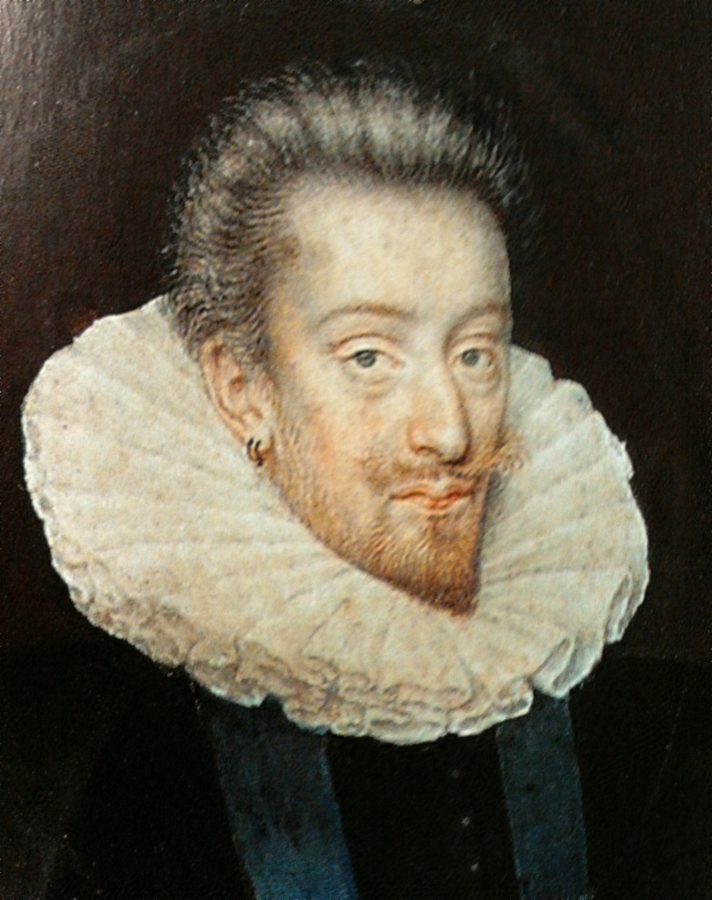
Retrato de Anne de Joyeuse.

Anne de Batarnay de Joyeuse (Castillo de Joyeuse, 1560-Coutras, 20 de octubre de 1587) fue un noble y militar francés, barón de Arques y, con posterioridad, duque de Joyeuse y Par del reino (1581), Almirante de Francia y caballero de la Orden del Espíritu Santo (1582).
Fue uno de los mignons (favoritos) del rey Enrique III de Francia y participó activamente en las Guerras de Religión. Hizo asesinar a 800 hugonotes en la Matanza de Saint Eloi, y fue derrotado y muerto por las tropas de Enrique IV de Borbón en la Batalla de Coutras (1587).

## Vida
Hijo de Guillermo, VII vizconde de Joyeuse, y María de Batarnay, fue hermano de Enrique de Joyeuse, Conde de Bouchage, y de Francisco de Joyeuse, cardenal arzobispo de Narbona. Asistió al collège de Navarre, en París, a partir de agosto de 1572, tras haber estudiado en el collège de Toulouse y asistido a las clases de Théodore Marsile y Georges Critton.
A partir de 1577, acompañó a su padre en las campañas contra los hugonotes en Languedoc y Auvernia. En 1579 recibió el mando de una compagnie d'ordonnance además del gobierno del monte Saint-Michel. En 1580 participó en el asedio de La Fère.

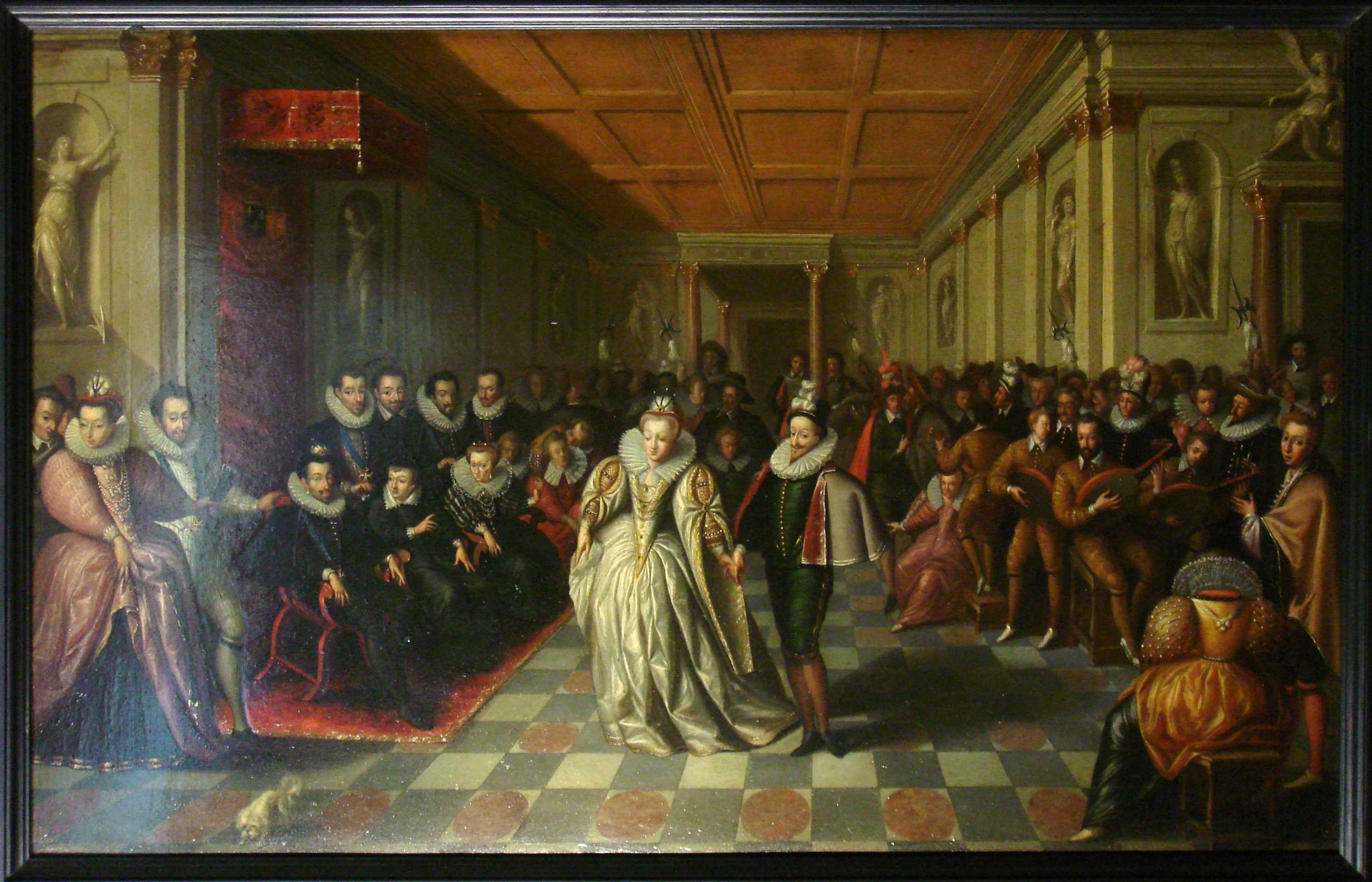
Boda del Duque de Joyeuse con Margarita de Lorena.

En agosto recibió un ducado-par en presencia de todos los otros duques y pares del reino, a excepción de los príncipes de sangre. El ducado-par se constituyó con el vizcondado de Joyeuse y los señoríos de Baubiac, Rosières, La Blanchières, La Baume, Saint-Aubain, Saint-André, Saint-Sauveur, a los que el Rey añadió la tierra y el señorío de Limours. Joyeuse casó el 18 de septiembre de 1581 con Margarita de Lorena, hija de Nicolás de Lorena, duque de Mercoeur, y de Juana de Saboya. El rey Enrique regaló al matrimonio 300.000 escudos. 
Fue nombrado almirante de Francia el 1 de junio de 1582, y caballero de la Orden del Espíritu Santo el 31 de diciembre del mismo año. El 24 de febrero de 1583 se le encomendó el gobierno de Normandía, y en 1584, el de El Havre. El mismo año falleció el duque Francisco de Anjou y Joyeuse recibió el gobierno del ducado de Alençon - y su hermano, el conde de Bouchage, el de Anjou.
Anne de Joyeuse comandó una campaña contra los protestantes en Poitou, pero perdió el favor del Rey al acabar con 800 hugonotes en La-Motte-Saint-Héray, el 21 de junio de 1587, en la llamada matanza de Saint-Eloi. Recibido con frialdad en la Corte, quiso recuperar el favor regio combatiendo a las tropas de Enrique de Navarra. El 20 de octubre de 1587, atacó a las fuerzas protestantes en la batalla de Coutras (Gironda), pero tanto su infantería como su caballería fueron diezmadas. Anne de Joyeuse fue hecho prisionero, y al ser reconocido le mataron de un disparo de pistola.
Entre los 2.000 muertos del ejército se encontraba su hermano Claudio de Joyeuse, señor de Saint-Sauveur (1569-1587).